# دونا مورفی
دونا مورفی (به انگلیسی: Donna Murphy) (زاده ۷ مارس ۱۹۵۹) بازیگر آمریکایی است.
از فیلم‌های معروف او می‌توان به گویندگی در گیسوکمند و بازی در فیلم‌های در زیرزمین، پیشتازان فضا: شورش و مرد عنکبوتی ۲ اشاره کرد.